# کلارکسون (کنتاکی)
کلارکسون (به انگلیسی: Clarkson) شهری در ایالت کنتاکی کشور ایالات متحده آمریکا است که جمعیت آن در سرشماری سال ۲۰۱۰ میلادی، ۸۷۵ نفر بوده‌است.